# تابع انتقال مدولاسیون

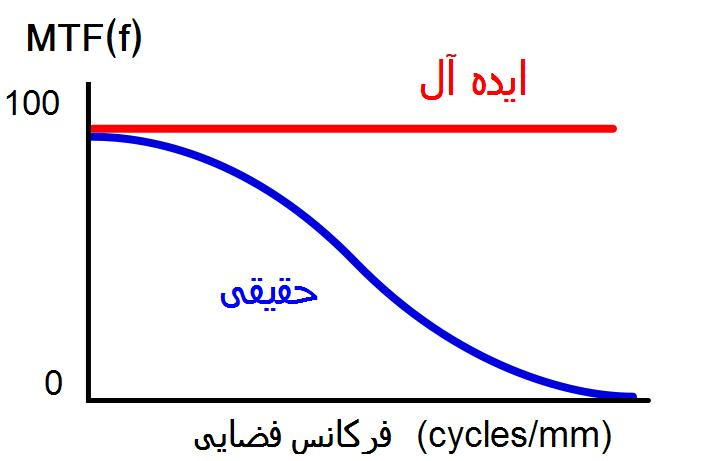
MTF کمیتی کسری است که تابعی از فرکانس فضاییست. اینجا یک تابع برای یک سیستم حقیقی با یک سیستم ایده‌آل مقایسه گردیده است.

تابع انتقال مدولاسیون یا تابع انتقال تعدیل (به انگلیسی: Modulation Transfer Function) یا اختصاراً MTF یک کمیت در اپتیک است که در علوم تصویری در فیزیک پزشکی و مهندسی کاربرد فراوان دارد.
MTF تغییرات کنتراست خروجی را در اثر تار شدن (blurring) تابع نقطه گستر نشان می دهد
طبق تعریف، برای یک سیستم تصویری، تابع انتقال تعدیل، معادل با قدر مطلق تبدیل فوریه تابع پخشی خط می‌باشد:
MTF(ρ) = |F [LSF(x)]|
این کمیت سنجشی بر رفتار قدرت تفکیک پذیری یک سیستم تصویری را نشان می‌دهد. MTF را می‌توان نسبت دامنه سیگنال خروجی به سیگنال ورودی سیستم دانست که تابعی از فرکانس فضایی است. فرکانس فضایی کمیتی است که اغلب در سیستم‌های ام آر آی، و در حین تبدیلات فوریه سیگنال ورودی مشاهده می‌شود.